# Автозвалище

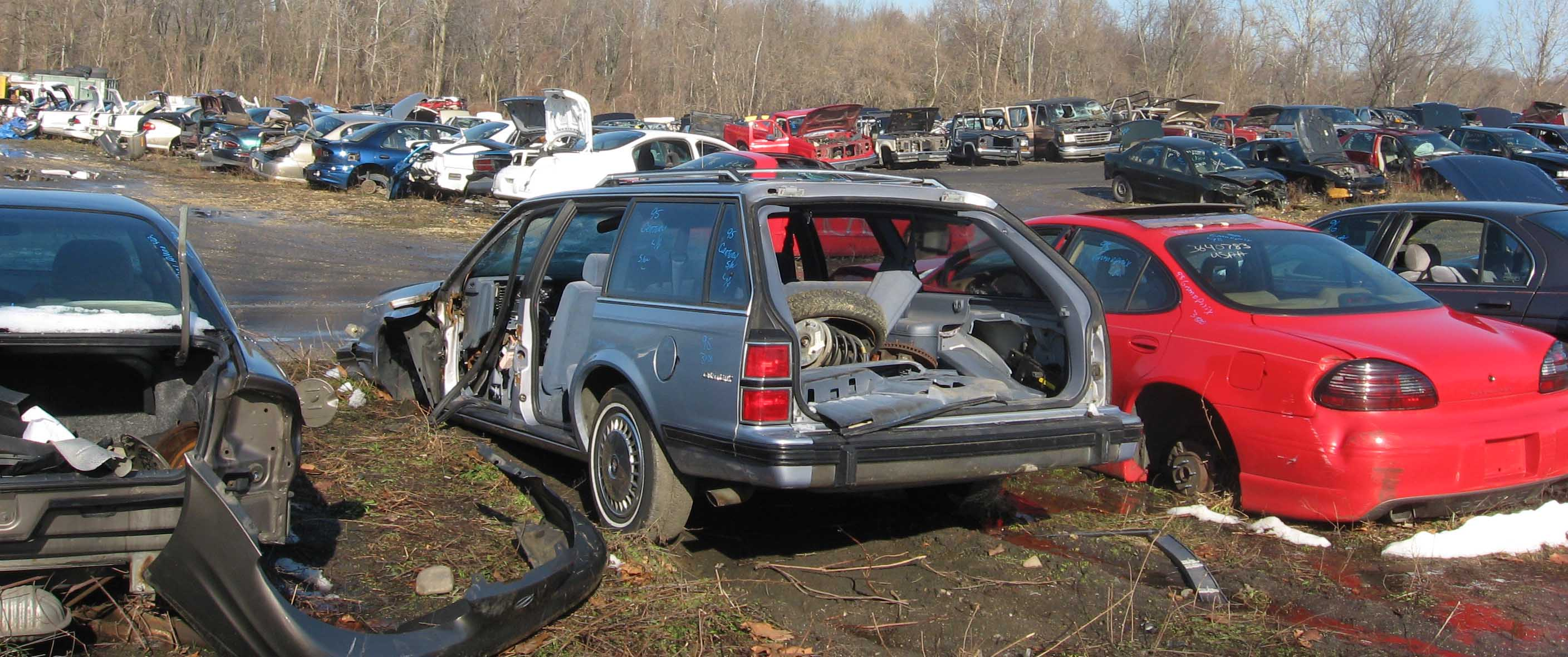

Автозвалище (також автоцвинтар) — підприємство або територія, на яку звозять автомобілі, непридатні для подальшої експлуатації або ті, що відслужили термін служби, для їх подальшої утилізації.

## Призначення
Автозвалища призначені для здійснення таких завдань:
- тимчасове зберігання автомобілів при необхідності технічної експертизи причин ДТП;
- демонтаж та продаж на вторинному ринку автозапчастин;
- подальша утилізація непридатних та неліквідних запасних частин.

## Сучасний стан
У США щороку доводиться ліквідувати близько 12 млн старих автомобілів, а в Західній Європі — близько 15 млн автомобілів. Щоб переробити таку кількість відходів без шкоди для довкілля, створені підприємства з прийому, демонтажу та утилізації старих автомобілів. Кузови і непридатні металеві деталі спресовуються в брикети і відправляються на переплавку. Вироби з пластику, скла, гуми, оббивних матеріалів в подрібненому вигляді відправляються на звалища. Таких відходів в світі щорічно накопичується близько 7 млн т.
Також існують законодавчі обмеження на застосування в автомобілях токсичних матеріалів,які можуть здійснювати негативний вплив на довкілля і після їх переробки, що вимагає їх спеціальної утилізації.
Наслідком комерційного скандалу, відомого як «Дизельгейт», стало утворення найбільших у світі автозвалищ, найбільше з яких розташоване в американському штаті Каліфорнія. У рамках компенсації за скандал компанія «Volkswagen» викупила 335 тисяч автомобілів у США, виплативши більше $7,4 млрд. Лише частина з викуплених автомобілів будуть модернізовані і продані знову, у той час як переважна більшість потрапить на металобрухт.
У США також розташоване найбільше у світі автозвалище старих автомобілів «Old Car City», яке утворилося у результаті сімейного бізнесу з розбирання автомобілів, заснованого ще в 1940-х роках.

## В Україні
Поблизу села Буряківка Іванківського району Київської області розташоване найбільше у Чорнобильській зоні відчуження кладовище покинутої техніки. Неподалік села Розсоха того ж району розташовувалося звалище військової техніки.

## Галерея

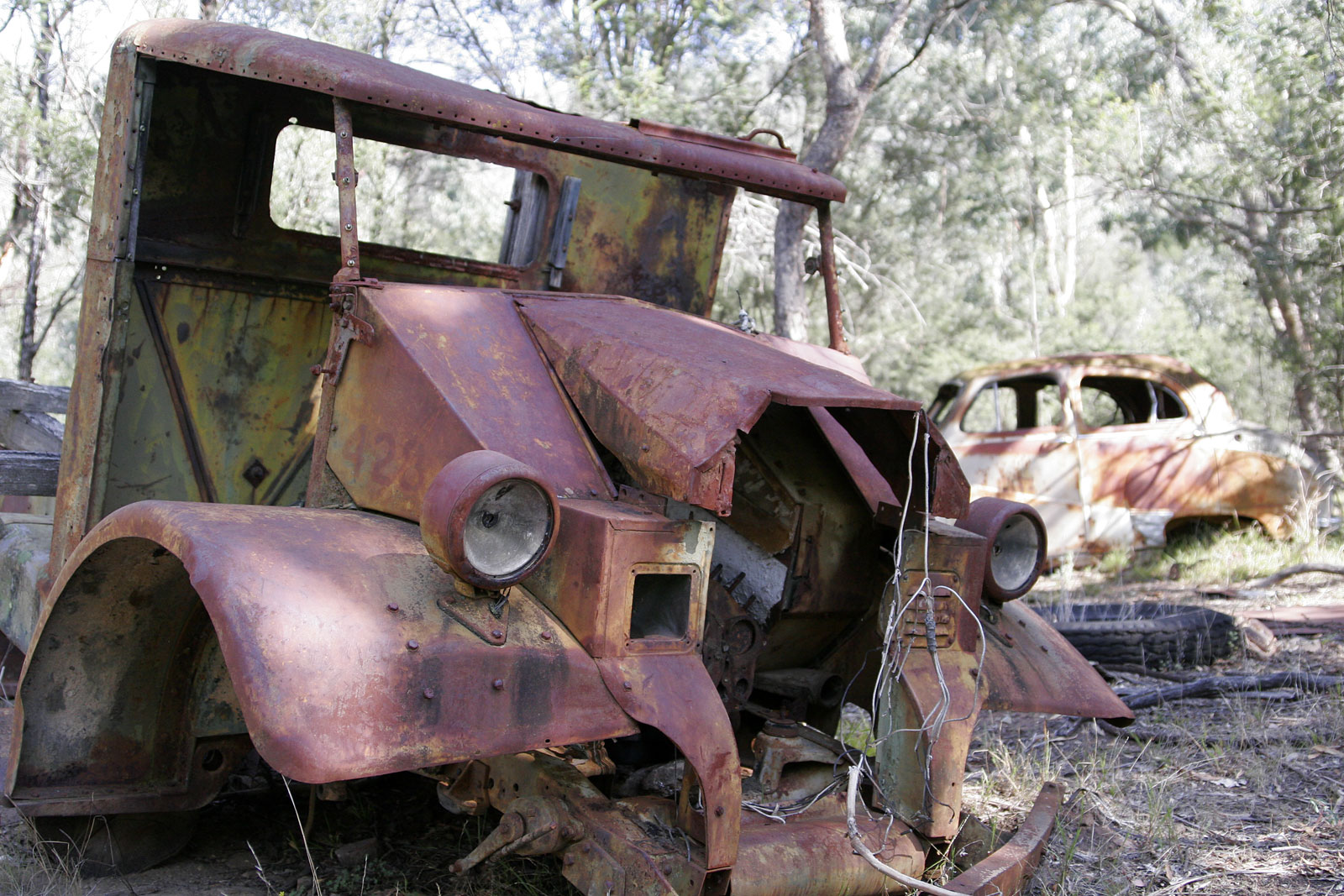
Занедбане звалище старих автомобілів
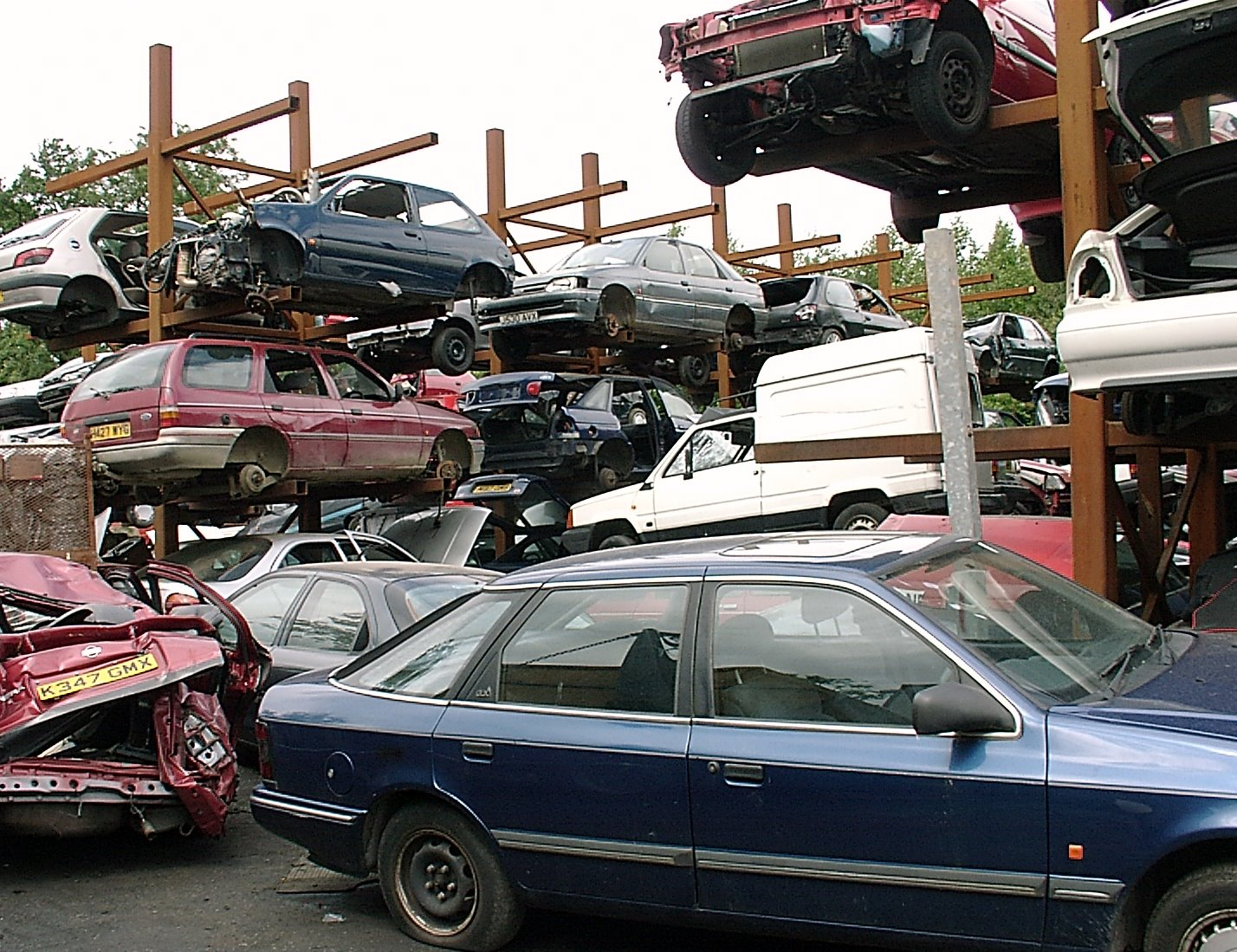
Автомобілі, підготовлені до утилізації на спеціальних стелажах, Велика Британія
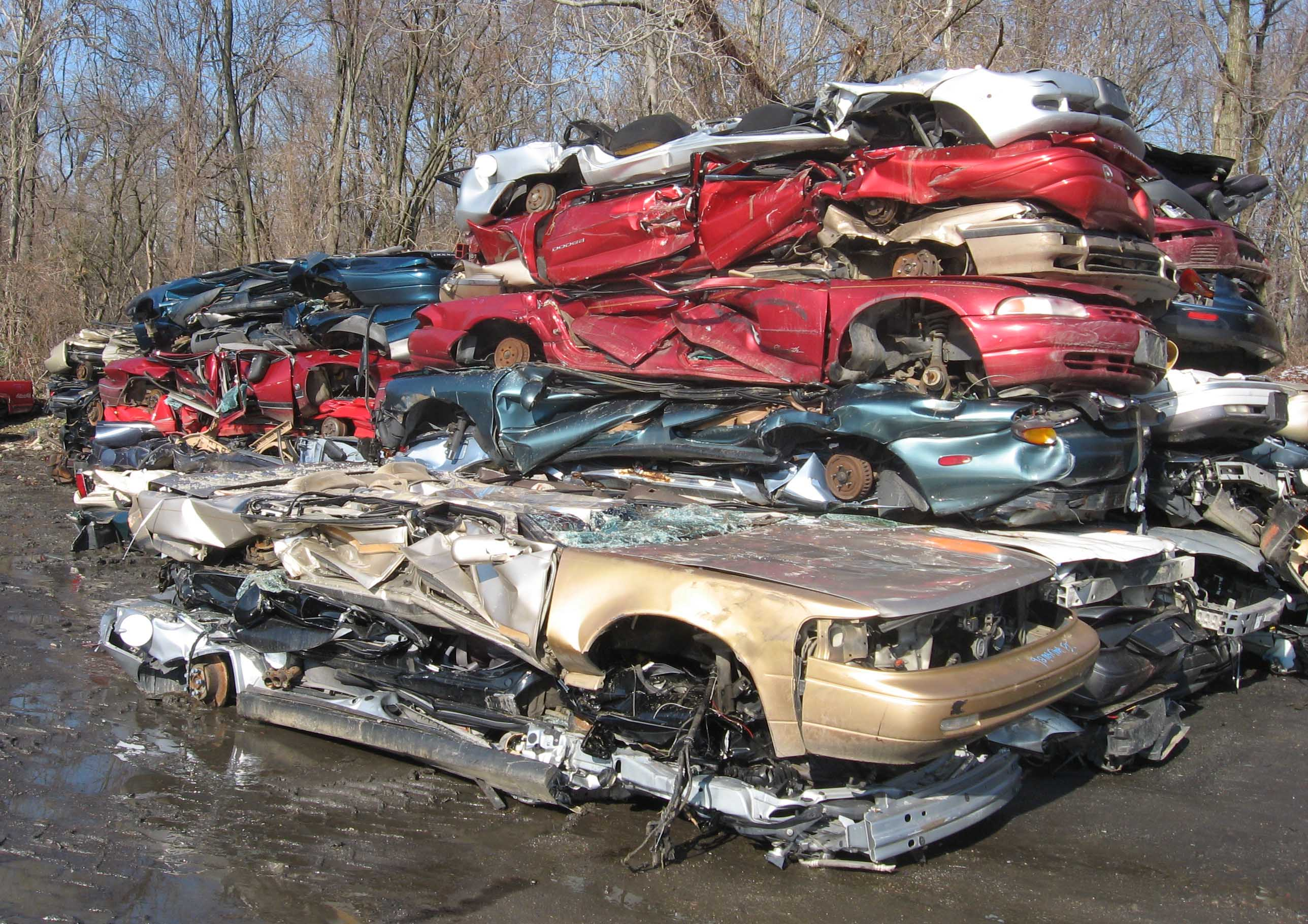
Спресовані автомобілі, готові до відправлення на переробне підприємство
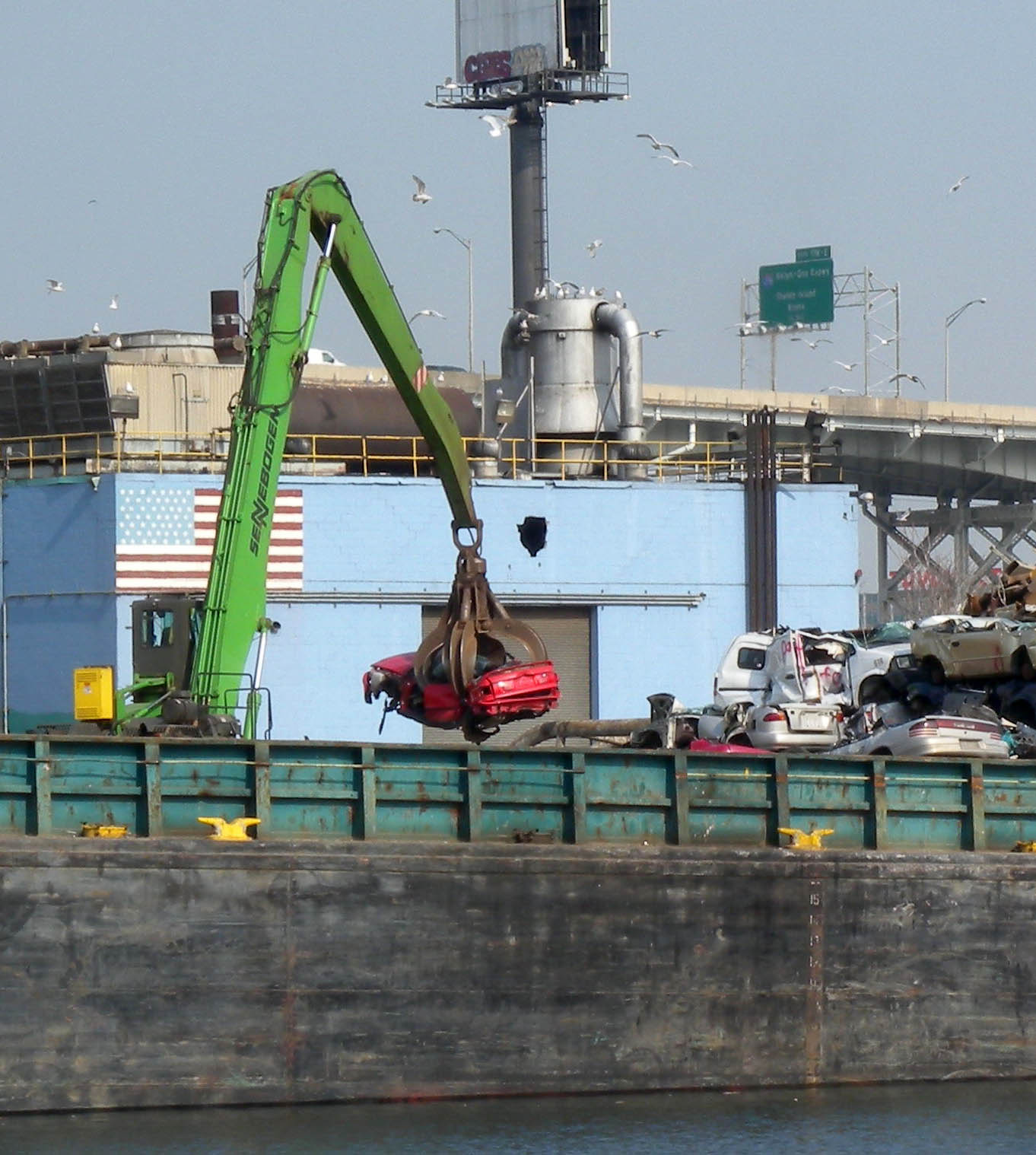
Завантаження автомобілів зі звалища на баржу, Нью-Йорк, США.